# Klintebakken
Klintebakken der ligger syd for Aakirkeby er et af Bornholms mest interessante geologiske områder.
Her finder man en blottet geologisk brudlinje mellem den 1.700 millioner år gamle gnejs og de godt 500 millioner år gamle sandstenslag.
100 meter derfra ligger et blottet sandstensbrud med blottet forstenet havbund. Denne havbund indeholder sjældne spor efter vandmænd, som blot findes enkelte andre steder i verden.

## Eksterne links
- NaturBornholm: "Klintebakken - at stå på tiden Arkiveret 26. januar 2005 hos  Wayback Machine"

55°03′47″N 14°54′34″Ø / 55.06306°N 14.90944°Ø